# Consuelo Adler Hernández
Consuelo Adler Hernández (Caracas, 6 de outubro de 1976) é uma modelo e rainha de beleza da Venezuela que venceu o concurso Miss Internacional 1997.
Ela foi a segunda de seu país a vencer este concurso, tendo sido precedida por Nina Sicilia em 1985.

## Biografia
Consuelo descende de alemães, irlandeses e espanhóis e trabalha desde jovem como modelo. Atualmente é também influenciadora digital (influencer) de algumas marcas.
Mora em NY, nos EUA, é casada e tem um filho.

## Concursos de beleza
Representando Miranda, Consuelo ficou em terceiro lugar no Miss Venezuela 1996, ganhando assim o direito de ir ao Miss Internacional.
Em 1997 foi para Quioto, no Japão, onde participou do Miss Internacional 1997, que ela venceu no dia 20 de setembro ao derrotar outras 41 concorrentes. Ela também levou o prêmio de Miss Fotogenia neste concurso.

## Vida após os concursos
Depois de entregar sua coroa como Miss Internacional, trabalhou como modelo para diversas marcas, inclusive algumas famosas como Macys, Yves Saint Laurent e Nívea.
Atualmente vive nos EUA, é casada e tem um filho.